# Дуррес
Дуррес (алб. Durrës), також історично відомий як Дирахій (грец. Δυρράχιο), Драч (бол і серб. Драч) та Дураццо (італ. Durazzo) — друге за населенням місто Албанії, найстаріше та одне з економічно найважливіших міст країни. Дуррес розташований в центральній частині албанського узбережжя за 33 км на захід від столиці країни Тирани. Біля міста Адріатичне море найвужче, навпроти міста розташовані італійські міста Барі (за 300 км) та Бриндізі (за 200 км). Населення міста станом на 2009 рік оцінювалося у 202 тис. мешканців. Тут розташований найновіший університет Албанії, Університет імені Александера Моїсіу. Місто перетинають національні автошляхи SH2 і SH4.

## Історія
Місто було засноване на узбережжі Іллірії грецькими колоністами з міста Коринф і з острова Керкіра у 627 році до н. е. під назвою Епідамн (грец. Επίδαμνος).
Римляни перейменували місто в Діррахій (лат. Dyrrachium), оскільки вважали колишню назву зловісним пророцтвом (лат. Damnum — поразка, втрата).
З 59 року до зв. е. Діррахій входив до складу римської провінції Іллірик. У Діррахії якийсь час жив у вигнанні Цицерон. У 48 році до н. е. недалів від міста відбулася Битва при Диррахії між Помпеєм та Цезарем.
Імператор Октавіан Август зробив Діррахій ветеранською колонією і переселив сюди легіонерів, які служили йому під час громадянської війни та у битві при Акції. Місто отримало статус вільного міста (лат. civitas libera).
Свого розквіту Діррахій досяг у IV столітті, коли під час адміністративної реформи його було зроблено імператором Діоклетіаном (245—313) головним містом римської провінції Новий Епір (лат. Epirus Nova).
У 314 році Діррахій був практично зруйнований землетрусом, але згодом його було знову відбудовано.
У 395 році місто відійшло Візантії, залишившись центром провінції Діррахій. Протягом кількох століть Діррахій залишався одним із найважливіших візантійських міст на Адріатиці. Близько 430 року тут народився майбутній імператор Візантії Анастасій I.
У 481 році обложений та зруйнований остготським королем Теодоріхом. Згідно з повідомленням Прокопія Кесарійського (Війна з готами VII: 29) у 548 році військо славінів перейшло Дунай і вийшло до Адріатики біля Епідамна.
У 842 році місто Діррахій з приєднаними територіями, населеними греками та албанцями, утворив нову візантійську фему Діррахій з чисельністю фемного війська в 2000 чоловік.
Симеон Болгарський у війнах із Візантією (893—927) захопив Діррахій та північ феми Нікополь. У цей період місто отримує нову, болгарську назву — Драч. Між 1000—1018 роками Перше Болгарське царство було завойоване Візантією та Епір повернуто до складу імперії. Фема Діррахій була відновлена, а фема Нікополіс набула своїх старих кордонів на півночі.
Восени 1081 року флот норманського герцога Апулії, Калабрії та Сицилії Роберта Гвіскара розпочав тривалу облогу міста. Захисники Діррахія, керовані родичем імператора, Георгієм Палеологом, стійко трималися. У жовтні 1081 року на допомогу Діррахію прибув на чолі нової армії імператор Олексій I Комнін. 18 жовтня 1081 між військами Роберта Гвіскара і Олексія Комніна відбулася переможна для норманів битва при Діррахії, описана Анною Комніною в «Алексіаді». 21 лютого 1082, через кілька місяців після відступу візантійської армії, Роберт зумів взяти Діррахій, але в 1084 флот союзної Візантії Венеції, яка не бажала, щоб обидва береги вузької протоки до Андріатичного моря, яке Венеція вважала «своїм озером», належали нормандцям, вибив їх з міста.
У 1108 Діррахій був обложений Боемундом Антіохійським, сином Роберта Гвіскара, а 11 червня 1185 завойований сицилійським королем Гульємо II.
Коли в 1355 році помер цар Сербії Стефан Душан, місто перейшло до рук албанської родини Топія. У 1376 році Наваррська компанія Луї Евре, герцога Дураццо, який отримав права на Королівство Албанія від своєї другої дружини, напала і завоювала місто, але в 1383 році Карл Топія відбив місто.
Венеційська республіка відновила контроль у 1392 році і зберегла місто, відоме в ті роки як Дураццо, як частину Венеційської Албанії. Під час Першої османсько-венеційської війни (1463—1479), у 1466 році Дураццо витримав облогу османських військ султана Мехмеда II Завойовника і залишився одним з небагатьох міст, які згідно мирної угоди, укладеної по результатам війни залишились в руках венеційців, але вже у 1501 році, під час Другої османсько-венеційської війни місто було захоплено османською армією і увійшло до складу Османської імперії.

## Географія

### Клімат
| Клімат Дурреса            | Клімат Дурреса | Клімат Дурреса | Клімат Дурреса | Клімат Дурреса | Клімат Дурреса | Клімат Дурреса | Клімат Дурреса | Клімат Дурреса | Клімат Дурреса | Клімат Дурреса | Клімат Дурреса | Клімат Дурреса | Клімат Дурреса |
| Показник                  | Січ.           | Лют.           | Бер.           | Квіт.          | Трав.          | Черв.          | Лип.           | Серп.          | Вер.           | Жовт.          | Лист.          | Груд.          | Рік            |
| Середній максимум, °C     | 11,4           | 12,5           | 14,9           | 18,3           | 22,6           | 26,5           | 28,7           | 28,8           | 26,0           | 21,4           | 16,6           | 13,3           | 20,1           |
| Середня температура, °C   | 8,1            | 9,0            | 10,9           | 14,0           | 18,1           | 21,8           | 23,8           | 23,9           | 21,2           | 17,2           | 13,0           | 9,9            | 15,9           |
| Середній мінімум, °C      | 4,8            | 5,6            | 6,9            | 9,7            | 13,6           | 17,2           | 19,0           | 19,0           | 16,5           | 13,0           | 9,5            | 6,5            | 11,8           |
| Норма опадів, мм          | 132            | 107            | 99             | 81             | 68             | 41             | 26             | 36             | 71             | 112            | 160            | 131            | 1064           |
| ------------------------- | -------------- | -------------- | -------------- | -------------- | -------------- | -------------- | -------------- | -------------- | -------------- | -------------- | -------------- | -------------- | -------------- |
| Джерело: Climate-Data.org |                |                |                |                |                |                |                |                |                |                |                |                |                |

## Відомі особистості
У місті народились:
- Флавій Анастасій (430—518) — імператор Візантії з 11 квітня 491 по 9 липня 518 року
- Танас Кверама (1945—2004) — албанський письменник і журналіст.
- Ельвіра Донес (1960) — албанська прозаїк, журналістка, сценаристка та продюсер документальних фільмів
- Газменд Окета (1968) — албанський політик.

## Галерея

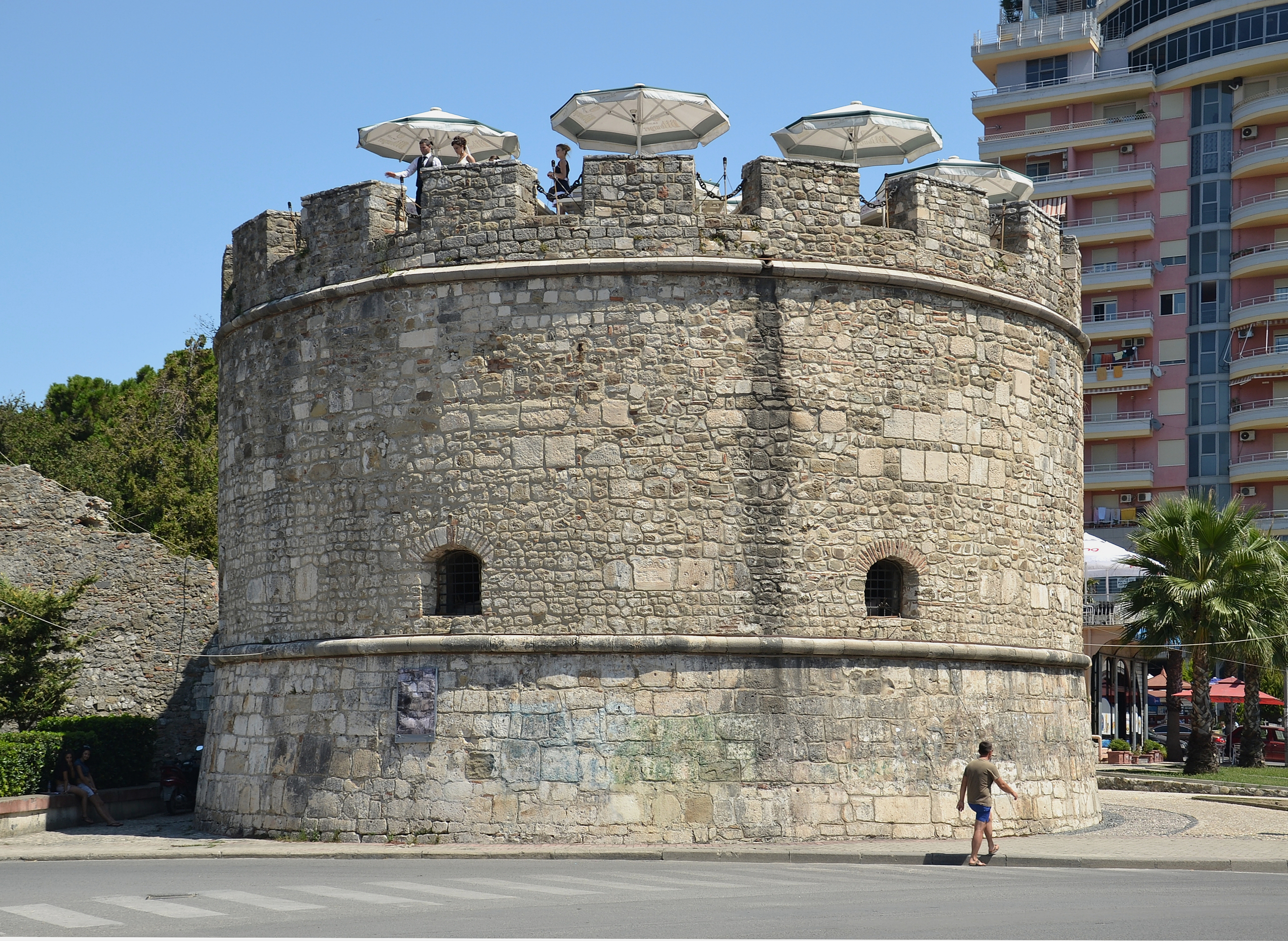
Венеційська башта
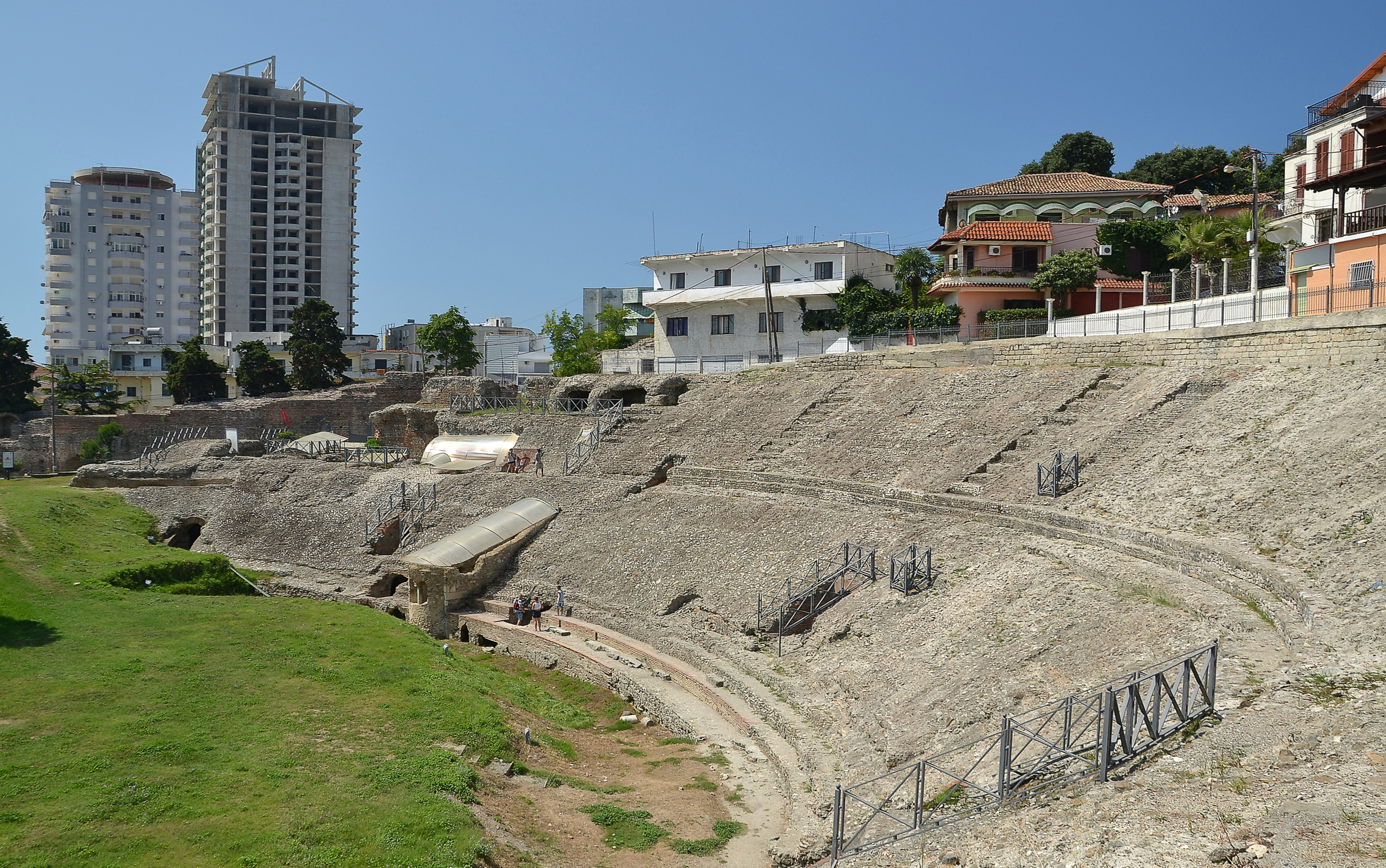
Амфітеатр Дурреса
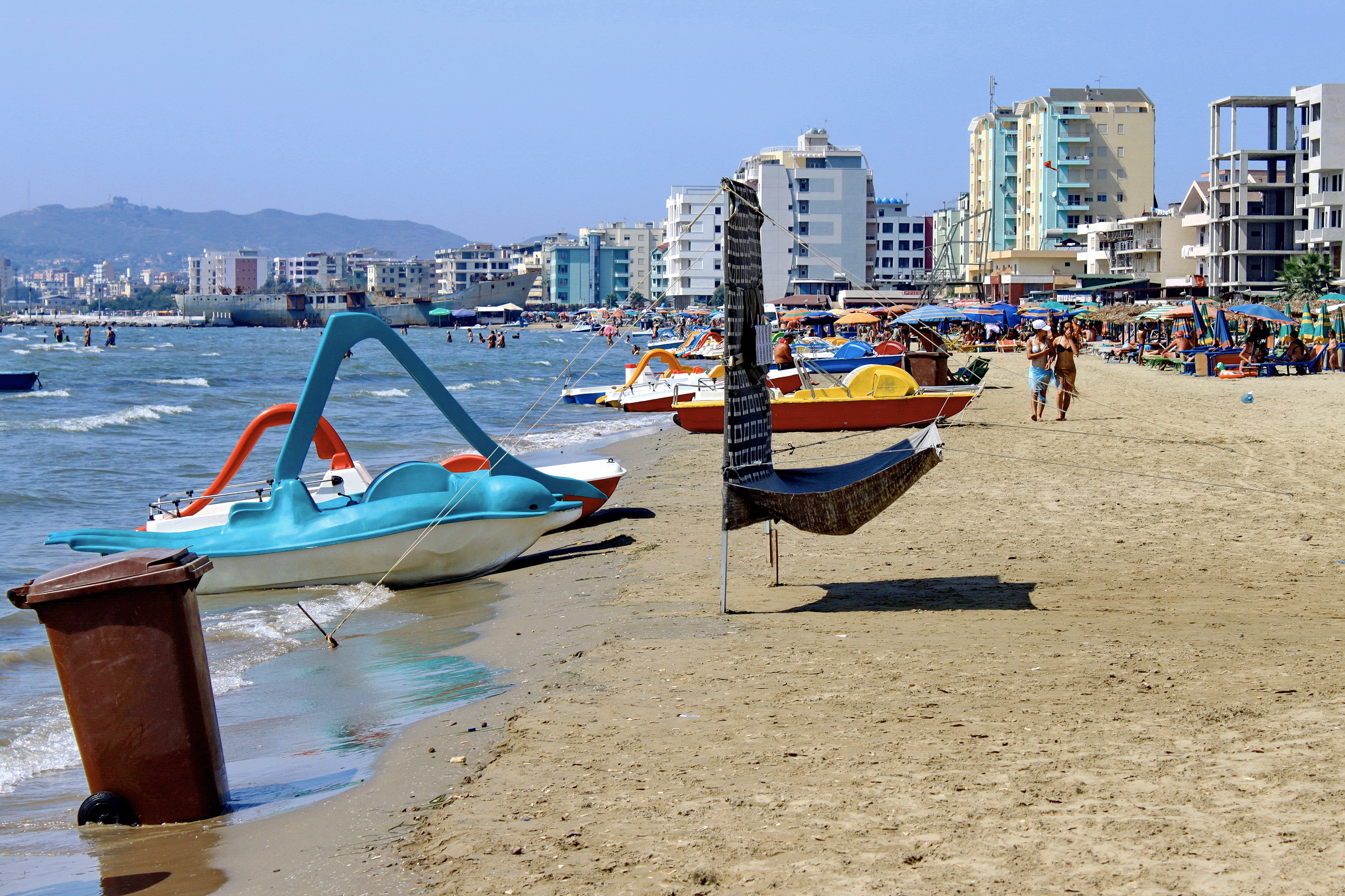
Пляж
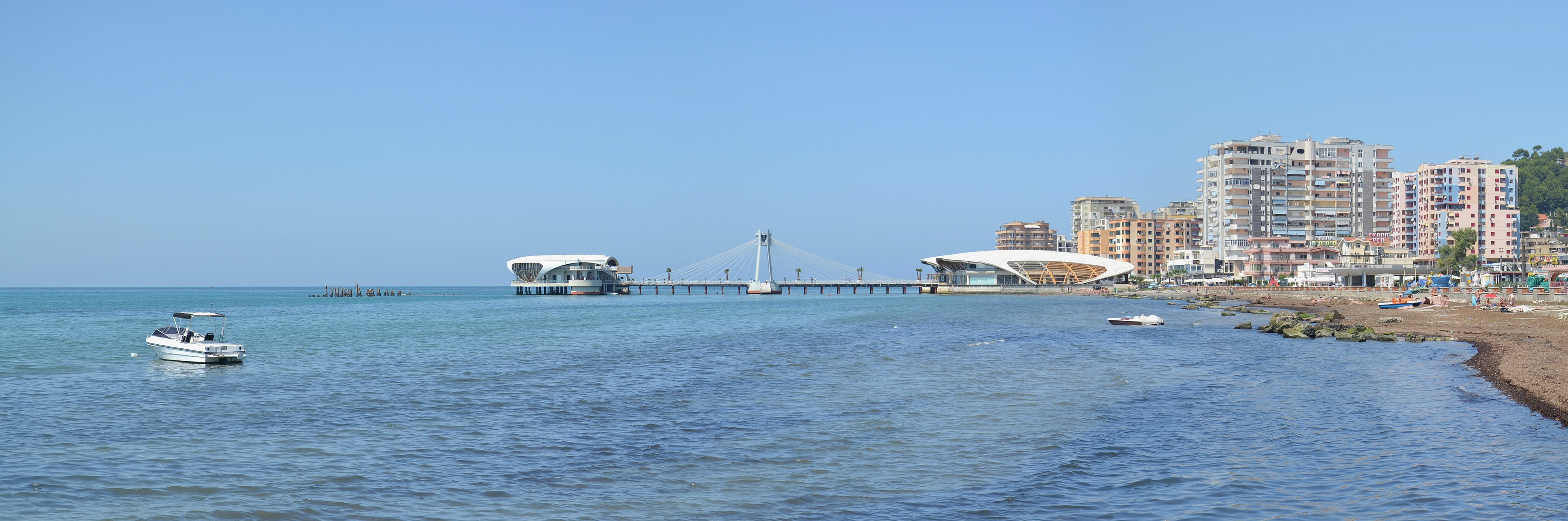
Набережна і пірс